# Graphania aberrans
Graphania aberrans är en fjärilsart som beskrevs av Butler. Graphania aberrans ingår i släktet Graphania och familjen nattflyn. Inga underarter finns listade i Catalogue of Life.